# جون جرمان
جون جرمان (بالإنجليزية: John Jarman)‏ هو مدرب كرة قدم ولاعب كرة قدم بريطاني في مركز نصف الجناح، ولد في 4 فبراير 1931 في Rhymney ‏ في المملكة المتحدة، وتوفي في 21 أكتوبر 2009 في Forest Town, Nottinghamshire ‏ في المملكة المتحدة. لعب مع نادي بارنسلي ونادي والسول ووولفرهامبتون واندررز.